# غشای فلزی
ﭘﻴﺸﺮفت‌های اﻣﺮوزی در ﺻﻨﺎﻳﻊ ﺷﻴﻤﻴﺎیی و ﺻﻨﺎﻳﻊ ﻣﺸﺎﺑﻪ ﺑﻴﺸﺘﺮ ﺑﻪ ﺳﻤﺖ اﻓﺰاﻳﺶ ﺳﺮﻋﺖ اﻧﺠﺎم ﻓﺮاﻳﻨﺪ‌ﻫﺎ و ﻛﺎﻫﺶ ﻣﺼﺮف اﻧﺮژی در ﻃﻮل ﻓﺮاﻳﻨﺪ ﻣﻌﻄﻮف اﺳﺖ. یکی از ﻓﺮاﻳﻨﺪﻫﺎی ﻣﻬﻢ و ﭘﺮﻛﺎرﺑﺮد در ﭼﻨﻴﻦ ﺻﻨﺎیعی ، ﺟﺪاﺳﺎزی ﻣﻮاد ﻣﺨﺘﻠﻒ میباشد. ﺑﺮای اﻧﺠﺎم ﻓﺮاﻳﻨﺪﻫﺎی صنعتی اﻏﻠﺐ ﺑﺎﻳﺪ اﺟﺰا ﻣﺎده ﺧﺎم اوﻟﻴﻪ را از ﻫﻢ ﺟﺪا ﻛﺮد و ﻣﺤﺼﻮل ﺑﻪ دﺳﺖ آﻣﺪه از اﻳﻦ ﻓﺮاﻳﻨﺪﻫﺎ ﻧﻴﺰ ﻧﻴﺎزﻣﻨﺪ تفکیک و ﺗﺨﻠﻴﺺ ﻫﺴﺘﻨﺪ. از ﻃﺮفی در اﻛﺜﺮ ﺻﻨﺎﻳﻊ، آب و ﻫﻮا ﻣﺼﺮف ﺷﺪه در ﺗﻮﻟﻴﺪ آﻟﻮده میﮔﺮدﻧﺪ ، ﺑﺎ در ﻧﻈﺮ ﮔﺮﻓﺘﻦ ﻣﻤﺎﻧﻌﺖﻫﺎی ﻣﺤﻴﻂ زیستی، ﻟﺰوم ﻓﺮاﻳﻨﺪﻫﺎی ﺟﺪاﺳﺎزی ﺑﻴﺶ از ﭘﻴﺶ ﻣﺸﺨﺺ میﮔﺮدد. روش‌های ﻣﻌﻤﻮل ﺟﺪاﺳﺎزی ﻧﻈﻴﺮ ﺗﻘﻄﻴﺮ و اﺳﺘﺨﺮاج ﻣﺎﻳﻊ-ﻣﺎﻳﻊ اﻧﺮژی زﻳﺎدی ﻣﺼﺮف ﻛﺮده و ﺟﺎﻳﮕﺰینی روﺷﻬﺎیی ﺑﺎ ﻣﺼﺮف اﻧﺮژی ﻛﻤﺘﺮ ﺑﺮای اﻳﻦ ﻓﺮاﻳﻨﺪ از ﻓﻌﺎﻟﻴﺖﻫﺎی ﻣﻬﻢ دﺳﺖاﻧﺪرﻛﺎران در اﻳﻦ زﻣﻴﻨﻪ ﺑﻪ ﺷﻤﺎر میرود .در اﻳﻦ راﺳﺘﺎ ﻏﺸﺎﻫﺎ ﺗﻮﺳﻌﻪ ﻳﺎﻓﺘﻪ اﻧﺪ ﻛﻪ ﻋﻤﻠﻜﺮد وﻳﮋه آﻧﻬﺎ ﺟﺪاﺳﺎزی ﮔﻮﻧﻪﻫﺎی ﻣﺨﺘﻠﻒ در ﺣﺎﻻت ﻣﺨﺘﻠﻒ ﻣﺎده یعنی ﮔﺎز ، ﻣﺎﻳﻊ و ﺟﺎﻣﺪ اﺳﺖ. 

## مواد سازنده غشاهای فلزی
اغلب این غشاها از جنس فلزات مقاومی مانند پلاتین و پالادیم هستند که در اندازه‌های صنعتی مقرون به صرفه نیست. فلزات دیگر مانند نیکل و عناصر فلزی در گروه VIII واسطه در جدول تناوبی، عناصری هستند که به دلیل انتقال دهندگی هیدروژن بکار گرفته می‌شوند. البته فلزات دیگر هم عموما به صورت آلیاژ با پالادیم مورد استفاده قرار می‌گیرند.

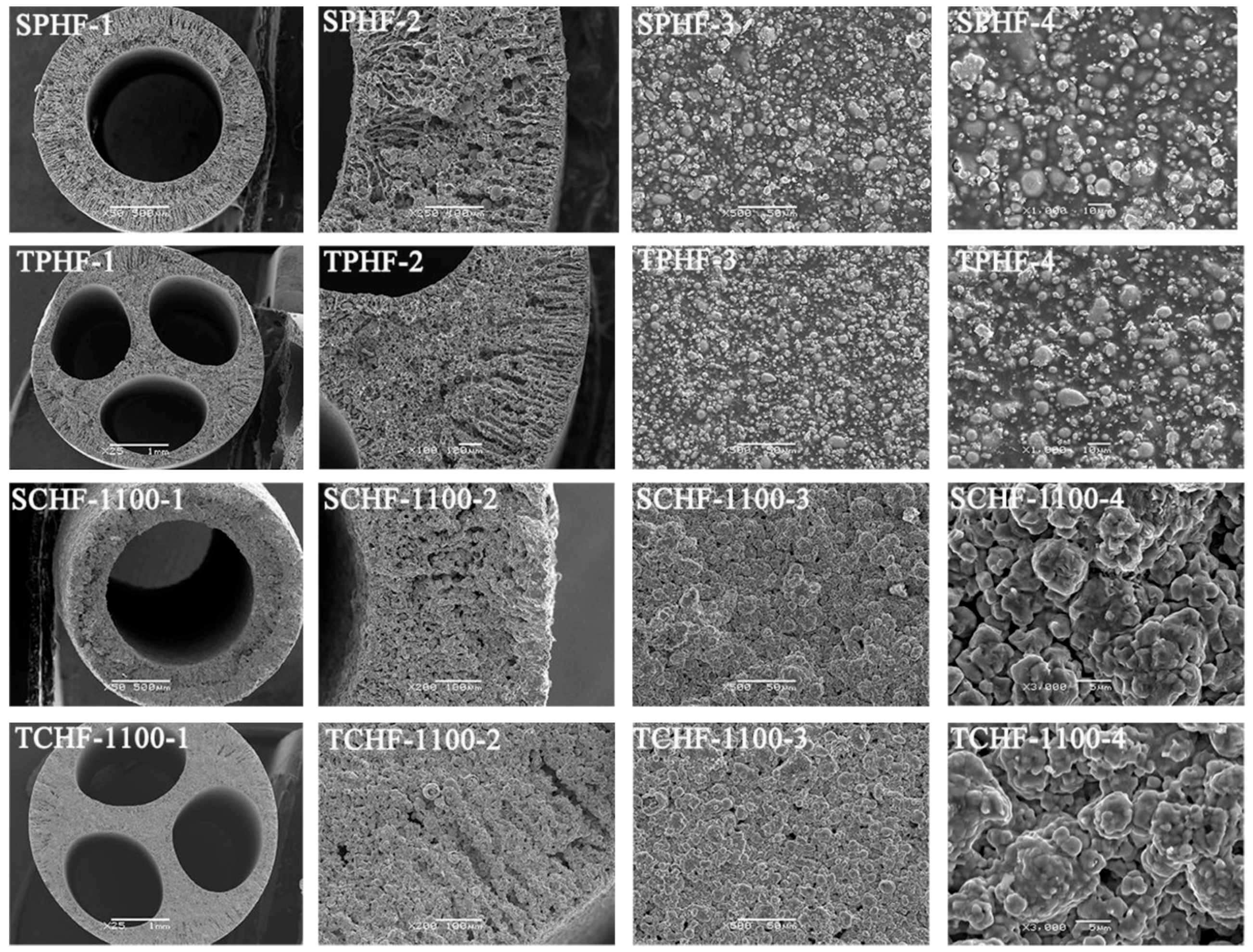
حفره های غشای فلزی

## غشاهای پالادیمی
پیشتر گفته شد که از عناصر مختلفی برای ساخت غشاهای فلزی استفاده می‌شود اما در میان این فلزات تمایل جذب هیدروژن در پالادیم بسیار بیشتر از دیگر فلزات است و ﻋﻤﺪﻩ ﻏﺸﺎﻫﺎی ﻓﻠﺰی ﺑﻪ ﻛﺎﺭ ﺭﻓﺘﻪ ﺩﺭ ﺧﺎﻟﺺ ﺳﺎﺯی ﻫﻴﺪﺭﻭژﻥ ﻧﻴﺰ ﺑﺮ ﭘﺎﻳﻪ ﻓﻠﺰ ﭘﺎﻻﺩﻳﻡ ﻭ ﺁﻟﻴﺎژﻫﺎی ﺁﻥ ﺳﺎﺧﺘﻪ میﺷﻮند.
ﺩﺭ ﺍﺳﺘﻔﺎﺩﻩ ﺍﺯ ﻏﺸﺎﻫﺎی ﭘﺎﻻﺩﻳمی ﺑﺎﻳﺪ ﺑﻪ ﺍﻳﻦ ﻧﻜﺘﻪ ﺗﻮﺟﻪ ﺩﺍﺷﺖ ﻛﻪ ﺍﮔﺮ ﭘﺎﻻﺩﻳﻡ ﺧﺎﻟﺺ ﺩﺭ ﺍﺗﻤﺴﻔﺮ غنی ﺍﺯ ﻫﻴﺪﺭﻭژﻥ ﻗﺮﺍﺭ ﮔﻴﺮﺩ، ﺷﻜﻨﻨﺪگی ﺩﺭ ﺁﻥ ﺍﺗﻔﺎﻕ میﺍﻓﺘﺪ ﺍﺯ ﺍﻳﻦ ﺭﻭ ﭘﺎﻻﺩﻳﻡ ﻧﺒﺎﻳﺪ در دماهای پایین‌تر از دمای بحرانی (۳۰۰ درجه سلسیوس) ﻭ ﻓﺸﺎﺭ ﺑﺤﺮﺍنی (۲۰bar) در معرض هیدروژن ﻗﺮﺍﺭ ﮔﻴﺮﺩ ﻣﮕﺮ ﺍﻳﻨﻜﻪ ﺑﻪ ﺻﻮﺭﺕ آلیاژ ﺑﺎ ﻓﻠﺰﺍﺕ ﺩﻳﮕﺮ ﺑﻪ ﻛﺎﺭ ﺭﻭﺩ ﻛﻪ ﺩﺭ ﺍﻳﻦ ﺻﻮﺭﺕ ﺩﺭ ﺩﻣﺎﻫﺎی ﭘﺎﻳﻴﻦ ﻧﻴﺰ ﻗﺎﺑﻞ ﺍﺳﺘﻔﺎﺩﻩ ﺧﻮﺍﻫﺪ ﺑﻮﺩ. ﺁﻟﻴﺎژﻫﺎی ﭘﺎﻻﺩﻳﻡ ﻋﻤﺪﺗﺎ ﺑﺎ ﻓﻠﺰﺍتی ﻣﺎﻧﻨﺪ ﻧﻘﺮﻩ، ﻣﺲ، ﻧﻴﻜﻞ، ﭘﻼﺗﻴﻦ ﻭ ﺭﻭتنیم میﺑﺎﺷﺪ ﻛﻪ ﺩﺭ ﺍﻳﻦ ﺑﻴﻦ ﺗﻌﺪﺍﺩ ﻣﻘﺎﻻﺕ ﻣﻨﺘﺸﺮ ﺷﺪﻩ ﺍﺯ ﺁﻟﻴﺎژ ﭘﺎﻻﺩﻳﻡ-ﻧﻘﺮﻩ ﺑﺴﻴﺎﺭ ﺑﻴﺸﺘﺮ ﺑﻮﺩﻩ ﺍست. ﻏﺸﺎﻫﺎی ﭘﺎﻻﺩﻳمی ﺍﻧﺘﺨﺎﺏ ﭘﺬﻳﺮی ﺑﺴﻴﺎﺭ ﺑﺎﻻﻳﻰ ﺭﺍ ﺩﺭ ﻣﻘﺎﺑﻞ ﻫﻴﺪﺭﻭژﻥ ﺍﺯ ﺧﻮﺩ ﻧﺸﺎﻥ میﺩﻫﻨﺪ. ﻣﻘﺎﻭﻣﺖ ﺣﺮﺍﺭتی ﺍﻳﻦ ﻏﺸﺎﻫﺎ ﻧﻴﺰ ﺑﺴﻴﺎﺭ ﺑﺎﻻ میﺑﺎﺷﺪ ﺑﻪ ﻃﻮﺭی ﻛﻪ ﻧﺘﺎﻳﺞ ﺍﺭﺯﻳﺎﺑﻰ ﻋﻤﻠﻜﺮﺩ ﺍﻳﻦ غشاها حتی تا دمای ۶۰۰ درجه (سلسیوس) نیز در مقالات آمده است. نتایج ﺁﺯﻣﻮﻥ ﻫﺎی ﻋﺒﻮﺭﺩهی ﻫﻴﺪﺭﻭژﻥ ﺍﺯ ﺍﻳﻦ ﻏﺸﺎﻫﺎ ﻧﻴﺰ ﺑﺴﻴﺎﺭ ﺑﺎﻻ ﺑﻮﺩﻩ ﺍﺳﺖ ﺍﻣﺎ ﻏﺸﺎﻫﺎی ﭘﺎﻻﺩﻳمی ﺑﺴﻴﺎﺭ ﮔﺮﺍﻥ ﻗﻴﻤﺖ ﻫﺴﺘﻨﺪ ﻭ ﺳﺨﺖ ﻭ ﺷﻜﻨﻨﺪﻩ میﺑﺎﺷﻨﺪ . ﻃﻮﻝ ﻋﻤﺮ ﺍﻳﻦ ﻏﺸﺎﻫﺎ ﻛﻢ ﺍﺳﺖ ﻭ ﺍﻣﻜﺎﻥ ﻣﺴﻤﻮﻣﻴﺖ ﺷﻴﻤﻴﺎیی ﺧﺼﻮﺻﺎ ﺩﺭ ﺑﺮﺍﺑﺮ ﻣﻮﻧﻮﻛﺴﻴﺪﻛﺮﺑﻦ ﺩﺭ ﺍﻳﻦ ﻏﺸﺎﻫﺎ ﺑﺴﻴﺎﺭ ﺑﺎﻻﺳﺖ.

## غشاهای فلزی مرکب
غشاهای ﻣﺮﻛﺐ ﻓﻠﺰی دارای ﭘﺎﻳﻪﻫﺎیی از جنس فلز، ﺳﺮامیک ﻳﺎ ﭘﻠﻴﻤﺮ ﻫﺴﺘﻨﺪ. 
اﻟﺒﺘﻪ در اﻛﺜﺮ ﻣﻮارد اﺳﺘﻔﺎده از ﻓﻮﻻد ﺿﺪزﻧﮓ ﺑه عنوان ﭘﺎﻳﻪ ﻏﺸﺎی ﻓﻠﺰی ﭘﻴﺸﻨﻬﺎد ﺷﺪه اﺳﺖ چراکه ﺳﺎﺧﺖ ﻏﺸﺎ ﺑﺎ اﻳﻦ ﻓﻠﺰ ﻫﺰﻳﻨﻪ ﻛﻤﺘﺮی داﺷﺘﻪ، اﺳﺘﺤﻜﺎم ﻣﻜﺎنیکی ﺑﺎﻻیی دارد و از ﻟﺤﺎظ ﺷﻴﻤﻴﺎیی ﺗﺎ ﺣﺪ زﻳﺎدی در اﻛﺜﺮ ﻓﺮاﻳﻨﺪﻫﺎی صنعتی برای تولید و خالص سازی هیدروژن بی اثر است.
مطالعات اﺧﻴﺮ ﺑﺮ ﺳﺎﺧﺖ ﻏﺸﺎﻫﺎی ﻓﻠﺰی ﻣﺘﺮاﻛﻢ ﻣﺮﻛﺐ، ﺑﺎ ﺿﺨﺎﻣﺖ ﺣﺪود زﻳر میکرون ﺗﺎ ﭼﻨﺪ ده ﻣﻴﻜﺮون و وﻳﮋگیﻫﺎ و ﻛﺎرﺑﺮدﻫﺎی آﻧﻬﺎ ﻣﺘﻤﺮﻛﺰ ﺷﺪه اﺳﺖ. 

## اشکال غشاهای فلزی
اشکال مختلفی برای غشاهای فلزی با توجه به کاربردشان در نظر گرفته شده است که اکثراً به شکل دیسکی، صفحه ایی و لوله ای هستند.

## مزایا و معایب
مزایا :
- غشاهای فلزی بهترین عبور دهنده هيدروژن هستند و به طور خارق العاده ای نسبت به هيدروژن نفوذپذير بوده و نسبت به ساير گازها نفوذ ناپذيرند.
- غشاهای فلزی نسبت به پلیمری از مقاومت حرارتی، مکانیکی و شیمیایی(خورندگی) خوبی برخوردارند و بنابراین عمر مفید بیشتری دارند.
- امکان کنترل مطلوب اندازه حفره‌ها در هنگام ساخت

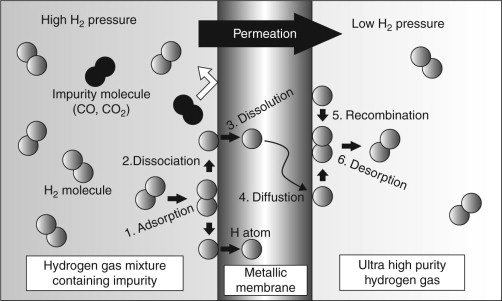
نحوه عملکرد غشای فلزی

- تمایل کمتر به انسداد و گرفتگی
معایب :
- شکنندگی بالا
- نسبت به غشاهای پلیمری گرانتر اند

## کاربرد غشاهای فلزی
صنایع شیمیایی : جهت تصفیه سیالات با دمای بالا و خورندگی زیاد
صنایع دارویی : جهت کاربرد در استریلیزاسیون حرارتی
صنایع لبنی : جهت کاربرد در استریلیزاسیون حرارتی
جداسازی گازی : اگرچه در تمام فرايندهای جداسازی صنعتی گاز، از غشاهای پليمری استفاده می‌كنند ولی استفاده از غشاهای فلزی نيز ادامه دارد، كه بيشتر كاربرد آن در راكتورهای غشایی دما بالا و تهيه هيدروژن خالص برای پيل‌های سوختی می‌باشد . غشاهای فلزی بايد در دماهای بالا عمل كنند تا به نرخ نفوذ مناسب دست پيدا كنند و از شكافته شدن فلز بر اثر جذب شدن هيدروژن جلوگيری به عمل آورند.
نفوذ هيدروژن به غشای فلزی، از یک فرايند چند مرحله‌ای تشكيل شده است. مولكول های هيدروژن موجود در گاز خوراک، بر روی سطح غشا جذب شده، و به اتم‌های هيدروژن تجزيه می‌شوند. هر اتم هيدروژن، الكترون خود را به شبكه فلزی می‌دهد و به مانند یک يون به شبكه نفوذ می‌كند. اتم‌های هيدروژن، در سمت جريان عبوری غشا خارج شده و به منظور تشكيل مجدد مولكول هيدروژن، به هم می‌پيوندند و سپس دفع می‌شوند. تنها هيدروژن، از طريق اين مكانيزم به غشا نفوذ می‌كند و ساير گازها پس زده می‌شوند.
اﻟﺒﺘﻪ در زﻣﻴﻨﻪ تصفیه آب آﺷﺎﻣﻴﺪنی و ﺣﺬف ﻣﻮاد آلی طبیعی ﺑﻪ روش ﻟﺨﺘﻪﺳﺎزی و ﻣﻴﻜﺮوﻓﻴﻠﺘﺮاﺳﻴﻮن از ﻏﺸﺎﻫﺎی ﻓﻠﺰی ﻫﻤﺮاه ﺑﺎ ﻫﻮادهی ﻳﺎ ﺗﺰرﻳﻖ ﮔﺎز ازون ﺑﻪ ﻋﻨﻮان یک روش ﺟﺪﻳﺪ ﺑﺮای حذف آﻟﻮدگی ﻫﺎی آب ﺑﺎران ﻣﻮرد ﺗﺤﻘﻴﻖ ﻗﺮار ﮔﺮﻓﺘﻪ و ﺛﺎﺑﺖ ﺷﺪه ﻛﻪ ﻏﺸﺎی ﻓﻠﺰی ﺑﺮای ﻛﺎﻫﺶ میکروب‌ها و ذرات آلوده کننده از آب باران، کافی است.

## روش ساخت غشاهای فلزی
ﺭﻭﺵﻫﺎی ساخت ﻏﺸﺎﻫﺎی ﻓﻠﺰی ﺷﺎﻣﻞ ﺭﻭﺵ ﻫﺎﻯ ﻧﺸﺎﻧﺪﻥ بخار شیمیایی (CVD)، نشاندن بخار فیزیکی (PVD)، روش رسوب گذاری الکتریکی (ED)، اکسیداسیون حرارتی، روش رشد بلورها و حکاکی با اتم‌های با انرژی بالا هستند. روش نشاندن بخار شیمیایی ﻧﻴﺎﺯ ﺑﻪ ﺗﺠﻬﻴﺰﺍﺕ ﭘﻴﭽﻴﺪﻩ ﻭ ﮔﺮﺍﻥ ﻗﻴﻤﺖ ﺩﺍﺭﺩ ﻭﻟﻰ ﺭﻭﺵ ﻻﻳﻪﮔﺬﺍﺭی ﺍلکتریکی ﺳﺎﺩﻩﺗﺮ ﺑﻮﺩﻩ ﻭ ﺑﻪ ﻋﻨﻮﺍﻥ ﭘﺮﻛﺎﺭﺑﺮﺩﺗﺮﻳﻦ ﻭ ﻣﺘﺪﺍﻭﻝﺗﺮﻳﻦ ﺭﻭﺵ ﺩﺭ ﺳﺎﺧﺖ ﻏﺸﺎﻫﺎی ﻓﻠﺰی ﻣﻄﺮﺡ ﺍﺳﺖ.